# (2168) Swope
(2168) Swope es un asteroide perteneciente al cinturón de asteroides, descubierto el 14 de septiembre de 1955  por el equipo de la Universidad de Indiana  desde el Observatorio Goethe Link, Brooklyn (Estados Unidos).

## Designación y nombre
Designado provisionalmente como 1955 RF1. Fue nombrado Swope en honor a la astrónoma estadounidense  Henrietta Hill Swope.